# Mabel Chinomona
Mabel Memory Chimonoma (Mashonalandia, 21 de enero de 1958) es una política zimbabuense, que actualmente se desempeña como Presidenta del Senado de Zimbabue.
Anteriormente, se desempeñó como Vicepresidenta de la Asamblea Nacional entre 2013 y 2018, y como diputada por el distrito de Mutoko Norte, hasta su elección como presidenta del Senado. También se ha desempeñado como secretaria general de la Liga de Mujeres del ZANU - PF desde 2017.

## Formación
Chinomona nació el 21 de enero de 1958. Asistió a la escuela secundaria Nyamuzuwe, donde recibió su certificado junior, antes de recibir su certificado ordinario en la escuela secundaria de Murewa. Más tarde recibió los certificados de educación superior en el Speciss College y en el Kushinga Phikelela Polytechnic.
En 1975 se unió al bando rebelde durante la guerra civil de Rodesia.

## Carrera política
Después de la independencia de Zimbabue en 1980, Chimonoma se desempeñó como presidenta de la Liga de Mujeres del ZANU PF para la Provincia de Mashonalandia Oriental. Ocupó ese cargo hasta 1990, cuando se convirtió en comisaria política. También participó en la Liga de Mujeres como directora de la comisaría.  Posteriormente se desempeñó como funcionaria del Ministerio de Gobierno Local durante diez años y como Viceministra del Interior.
En febrero de 2016, cuando se desempeñaba como jefa provincial de la Liga de Mujeres del ZANU PF de Mashonalandia Oriental, fue suspendida del partido, debido a que se aprobó una moción de censura en el comité coordinador del partido en la Provincia. La razón que se dio para su expulsión fue haber sido negligente a la hora de facilitar un viaje de un grupo de militantes de la Liga de Mujeres a Harare para reunirse con el presidente Robert Mugabe. Sin embargo, según información filtrada, la verdadera razón para su destitución habría sido que simpatizaba con la facción que tenía Emmerson Mnangagwa dentro del partido. El prominente miembro del partido y Ministro de Defensa Sydney Sekeramayi intervino a su favor. Después de la moción de censura que la expulsó de la dirección de la Liga, siguió trabajando como comisaria política. Después del Golpe de Estado en Zimbabue de 2017, se convirtió en secretaria general de la Liga de Mujeres, y, por consiguiente, miembro del politburó del partido.
En las elecciones generales de Zimbabue de 2013, Chinomona fue elegida al Parlamento por la circunscripción electoral de Mutoko Norte. Prestó juramento el 3 de septiembre de 2013 y fue elegida vicepresidenta de la Asamblea Nacional. Fue reelegida como diputada por Mutoko Norte en las elecciones generales de 2018, pero dejó su escaño para ocupar la Presidencia del Senado.

## Vida personal
Chinomona es viuda y tiene dos hijos y dos hijas.